# Camponotus pennsylvanicus
Camponotus pennsylvanicus är en myrart som först beskrevs av den svenske entomologen De Geer 1773.  Camponotus pennsylvanicus ingår i släktet hästmyror, och familjen myror. Inga underarter finns listade.

## Bildgalleri

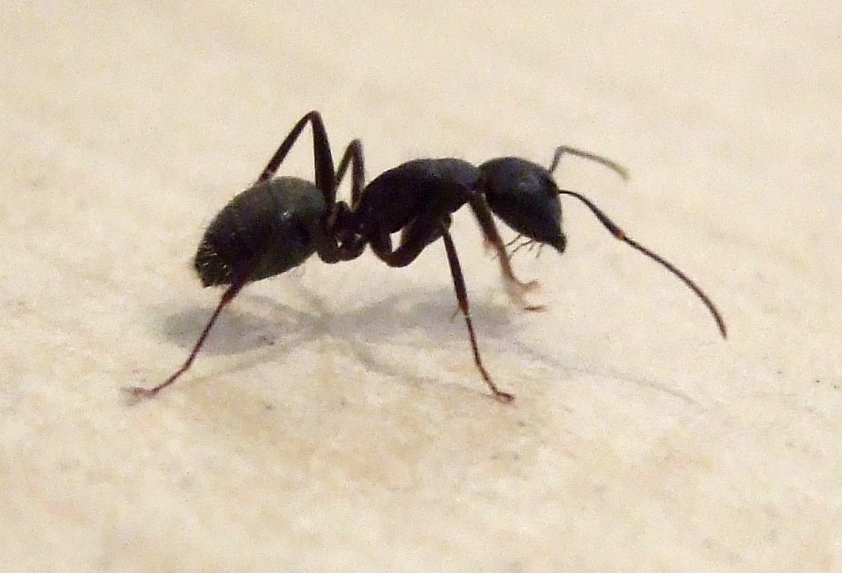